# Chiliosoma zapallar
Chiliosoma zapallar är en mångfotingart som först beskrevs av Chamberlin 1957.  Chiliosoma zapallar ingår i släktet Chiliosoma och familjen Dalodesmidae. Inga underarter finns listade i Catalogue of Life.